# 도미다정 (미에현)
도미다정(富田町)은 미에현 미에군에 있던 정이다. 현재의 욧카이치시 북부 도미다에 해당한다.

## 역사
- 1889년 4월 1일 - 정촌제 시행에 의해 미에군 도미다촌이 성립하였다.
- 1912년 11월 10일 - 정으로 승격해 도미다정이 되었다.
- 1941년 2월 11일 - 욧카이치시에 편입되었다.

## 참고문헌
- 『ふるさと富田』（四日市市富田地区の文化財保存会が執筆した郷土史の本である）
- 四日市市地区要覧